# 真興 (僧)
真興（しんごう、承平5年（935年）- 寛弘元年10月23日（1004年12月7日））は、平安時代中期の法相・真言宗の僧。子島僧都・子島先徳とも称される。

## 略歴
興福寺仲算（ちゅうざん）に法相教学を学び、のち吉野の仁賀（にんが）から密教の法を受けた。初め壺坂寺に、その後子嶋寺に住して寺内に観覚寺を創建し、東密子島流を開いた。1003年（長保5年）興福寺維摩会の講師をつとめ、翌1004年（長保6年）この功により権律師に任じられたが真興はこれを辞退している。この間、一条天皇の病気平癒を祈願し、子島寺両界曼荼羅図を賜ったという。寛弘元年（1004年）に御斎会の講師を務めて権少僧都に補されたが、同年5月23日に71歳で入滅した。